# Bitwa pod Sokołówką
Bitwa pod Sokołówką – walki polskiego 51 pułku piechoty Strzelców Kresowych z sowiecką 2 Brygadą 8 Dywizji Kawalerii toczone w czasie wojny polsko-bolszewickiej.

## Geneza
Na przełomie lipca i sierpnia na ukraińskim teatrze działań wojennych toczyły się walki pod Brodami i Beresteczkiem. Stanowiły one fazę wstępną wielkiej operacji nazwanej w polskiej historiografii Bitwą Lwowską
Po pięciu dniach bitwy, szala zwycięstwa zaczęła przechylać się na stronę polską. Jednak sytuacja na Froncie Północnym, a szczególnie upadek Brześcia, zmusiła Naczelne Dowództwo Wojska Polskiego do przerwania bitwy.
W tym czasie dowódca sowieckiego Frontu Południowo-Zachodniego Aleksander Jegorow nakazał 1 Armii Konnej Budionnego zdobyć Lwów. 
Po nieudanych próbach zatrzymania 1 Armii Konnej na wschód od Bugu, dowódca Frontu Południowego, gen. Wacław Iwaszkiewicz, wydał 14 sierpnia rozkaz zajęcia nowej linii obrony, przebiegającej wzdłuż górnego biegu Bugu i Strypy. Dowódca 6 Armii, broniącej linii rzek Bugu, Strypy i Dniestru, skierował 5. i 6 Dywizję Piechoty oraz 1 Dywizję Jazdy do osłony Lwowa, a 12. i 13 Dywizja Piechoty miały wykonać uderzenie w lewe skrzydło i tyły nieprzyjaciela, dążącego pod Lwów.
Po ustabilizowaniu położenia pod Lwowem, dowódca 6 Armii gen. Władysław Jędrzejewski nakazał zorganizować natarcie na Chodorów siłami 1 Brygady Jazdy z rejonu Bóbrki, dwubatalionowej grupy kpt. Wilhelma Todta z rejonu Mikołajowa, a dywizji kawalerii gen. Mychajła Omelianowicza-Pawlenki z Halicza na Rohatyn.
12 Dywizja Piechoty gen. Mariana Januszajtisa-Żegoty otrzymała rozkaz marszu na Pomorzany – Przemyślany – Bóbrkę. Od 20 do 28 sierpnia z powodzeniem walczyła pod Bóbrką.

## Walczące wojska
| Jednostka                     | Dowódca                         | Podporządkowanie    |
| Wojsko Polskie                |                                 |                     |
| dowództwo 12 Dywizji Piechoty | gen. Mariana Januszajtis-Żegota | 6 Armia             |
| ⇒ 51 pułk piechoty            | ppłk Roman Witorzeniec          | 12 Dywizja Piechoty |
| →I/51 pułku piechoty          | mjr Marian Faff                 | 51 pułk piechoty    |
| Armia Czerwona                |                                 |                     |
| dowództwo 8 Dywizji Kawalerii | komdiw Witalij Primakow         | 14 Armia            |
| ⇒ 23 Brygada Kawalerii        |                                 | 8 Dywizja Kawalerii |

## Walki pod Sokołówką
Po niepowodzeniach w rejonie Bóbrki i Świrza, dowództwo sowieckie skoncentrowało w rejonie Chlebowic Świrskich oraz we wsiach Sokołówka i Mühlbach część 8 Dywizji Kawalerii Czerwonych Kozaków, zamierzając 27 sierpnia uderzyć w skrzydło polskiej 12 Dywizji Piechoty. Dowódca 12 Dywizji gen. Marian Januszajtis-Żegota, orientując się w zamiarach przeciwnika, postanowił uprzedzić jego działania i nakazał dowódcy 51 pułku piechoty Strzelców Kresowych ppłk. Romanowi Witorzeńcowi zorganizować wypad. 
O świcie 27 sierpnia natarcie na Sokołówkę przeprowadził I/51 pułku piechoty mjr. Mariana Faffa. Aby uzyskać zaskoczenie, zdecydowano się nacierać bez wsparcia artylerii. 1 kompania miała uderzyć frontalnie na Sokołówkę, 4 kompania od południa, a 2 kompania i 3 kompania por. Wiktora Ziółkowskiego miały maszerować lasami i wejść do miejscowości od wschodu. Szykujący się do natarcia Kozacy nie wystawili ubezpieczeń i 4 kompania ppor. Ferdynanda Pichlera zdołała niepostrzeżenie wejść do Sokołówki. Zaskoczona, stojąca już w kolumnach marszowych, 2 Brygada Kawalerii 8 DK poniosła duże straty od ognia broni maszynowej prowadzonego z niewielkiej odległości. Nie mogąc rozwinąć się, próbowała wycofać się do Mühlbach i tam przyjąć ugrupowanie bojowe. Tu wpadła pod ogień 2 i 3 kompanii, które zdążyły już zająć stanowiska. Kozacy zawrócili do centrum Sokołówki, gdzie w międzyczasie dotarła także 1/51 pp. W krzyżowym ogniu czterech polskich kompanii, sowiecka brygada została zdziesiątkowana i przejściowo utraciła zdolność bojową. Poległ dowódca tej brygady.

## Bilans walk
Udany wypad wykonany przez I batalion 51 pułku piechoty Strzelców Kresowych mjr. Mariana Faffa na 2 Brygadę Kawalerii ze składu 8 Dywizji Kawalerii Czerwonych  Kozaków zażegnał niebezpieczeństwo oskrzydlenia oddziałów 12 Dywizji Piechoty działającej w rejonie Bórbki. W wyniku walk sowiecka brygada straciła zdolność bojową. Polacy zdobyli tabory, kancelarię brygady i siedem ckm-ów. Straty batalionu to zaledwie dwóch poległych i ośmiu rannych.